# Liparis crispifolia
Liparis crispifolia är en orkidéart som beskrevs av Heinrich Gustav Reichenbach. Liparis crispifolia ingår i släktet gulyxnen, och familjen orkidéer.
Artens utbredningsområde är Ecuador. Inga underarter finns listade i Catalogue of Life.